# Болгаро-грузинские отношения
Болгаро-грузинские отношения — отношения между двумя государствами — Республикой Болгария и Грузией. 15 января 1992 года Болгария признала независимость Грузии. Дипломатические отношения между двумя странами были установлены 5 июня 1992 года. Болгария имеет посольство в Тбилиси и Грузия имеет посольство в Софии. Обе страны являются полноправными членами Организации черноморского экономического сотрудничества.